# Högholmen
Högholmen (finska: Korkeasaari) är en ö på 22 hektar i Helsingfors stad. Högholmen utgör en del av stadsdelen nummer 19 Blåbärslandet-Högholmen. Finlands största zoo, Högholmens djurgård finns där. Genom en vägbank är Högholmen förbunden med Paloholmen och Vrakholmen. 

## Historik
Högholmen har långa anor som rekreationsområde för Helsingforsare; Johan III hade redan år 1569 gett Högholmen åt helsingforsarna tillsammans med flera andra öar. Ön användes främst som betesmark och fiskeställe. På 1800-talet fanns stadens virkesförråd på Högholmen.
Under Krimkriget hamnade Högholmen under militär kontroll, men efter en debatt som bland annat begicks i pressen återbördades ön till helsingforsarna år 1864. Man inledde reguljär ångbåtstrafik och ön blev ett populärt utflyktsmål, med paviljonger och restauranger. År 1883 hyrdes ön ut till Helsingfors utskänkningsbolag, som upprättade ett vägnätverk och byggde flera byggnader där, bland annat en sommarrestaurang planerad av Theodor Höijer. Företaget hade länge planerat att grunda ett zoo på ön och bekantade sig med dito i Stockholm och Köpenhamn. Efter att Helsingfors stadsfullmäktige förkastat Alphyddan som placering för ett zoo år 1889 framskred planerna för ett zoo på Högholmen. På grund av förbudslagen gick företaget dåligt och djurparken övergick i stadens ägo år 1920. Bron mellan Blåbärslandet och Högholmen blev klar år 1972, vilket möjliggjorde att djurparken kunde hålla öppet året om. Tidigare höll parken stängt när båttrafiken avbröts om vintrarna.
Sedan 2021 byggs Kronbroarna, broar för spårvagnar, cyklister och fotgängare, vilka ska förbinda Högholmen västerut med ön Knekten och stadsdelen Havshagen i centrala Helsingfors samt österut med Degerö.
Broarna byggs för Spårväg Kronbroarna, och en spårvagnshållplats planerad till norra stranden av Högholmen.

## Bildgalleri

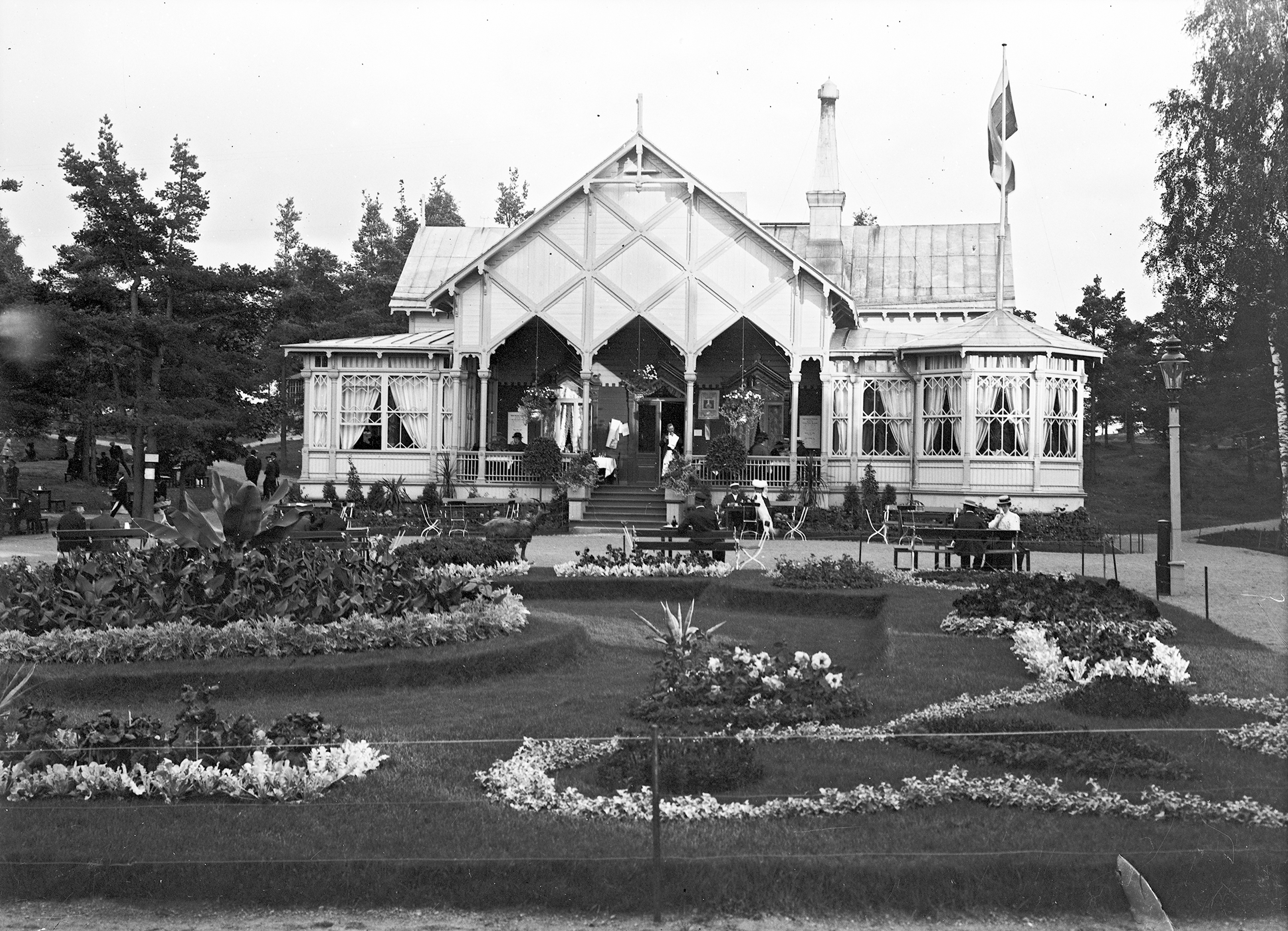
Högholmens restaurang, omkring 1900